# Паломничество бахаи
Паломничество бахаи заключается в посещении святых мест бахаи в Хайфе, Акко и Бахджи во Всемирном центре бахаи на северо-западе Израиля.
Бахаулла установил паломничество в книге законов Китаб-и-Агдас. Изначально паломничество бахаи означало посещение двух мест: Дома Бахауллы в Багдаде и Дома Баба в Ширазе. Позднее Абдул-Баха объявил Усыпальницу Бахауллы в Бахджи местом паломничества. В одной из Своих Скрижалей Абдул-Баха говорит, что «Наисвятая Усыпальница, Благословенный Дом в Багдаде и почитаемый Дом Баба в Ширазе» «освящены для паломничества» и что человек обязан посетить эти места, «если он может позволить себе сие и если для этого нет препятствий». Паломничество к Наисвятой Усыпальнице не предполагает никакого особого ритуала.

## Духовное значение

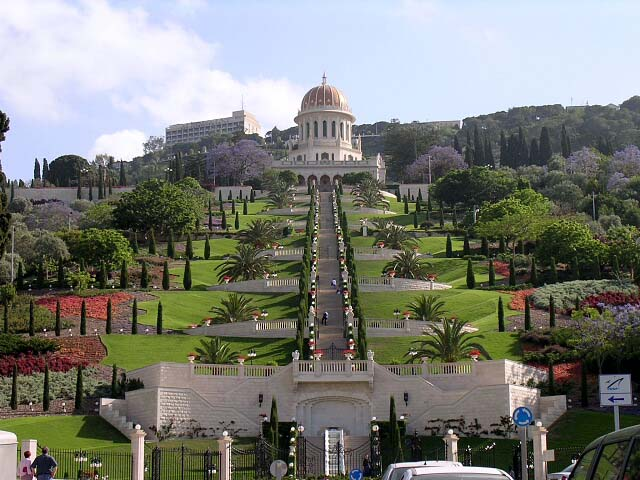
Усыпальница Баба в Хайфе, Израиль.

В годы изгнания Бахауллы Его последователи для того, чтобы получить возможность встретиться с Ним, путешествовали из Персии, часто пешком, что занимало долгие месяцы.
После вознесения Бахауллы Его Усыпальница стала местом, к которому бахаи обращаются каждый день в молитве и которое стремятся посетить хотя бы раз в жизни. Таким образом сегодня бахаи продолжают практику паломничества современников Бахауллы.
Паломники-бахаи молятся в Усыпальницах Бахауллы и Баба и в окружающих садах. Они черпают вдохновение из посещения исторических мест, связанных с жизнью Бахауллы, Абдул-Баха и Шоги Эффенди и ближе знакомятся с институтами Всемирного Центра бахаи, расположенными на горе Кармель.

## Девятидневное паломничество в наши дни

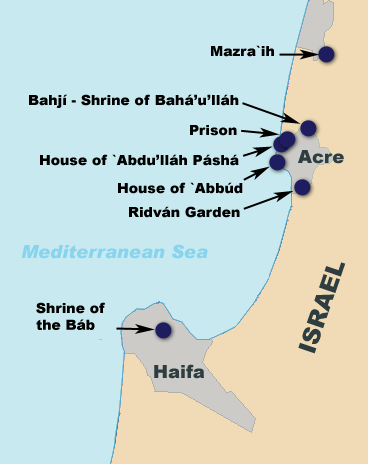
Места паломничества бахаи

Места, которые бахаи посещают во время девятидневного паломничества в Израиле, связаны со ссылкой Бахауллы, Его семьи и Его последователей на территорию современного Израиля в период с 1868 года, когда Бахаулла прибыл в город-тюрьму Акко.
Бахджи :
- Усыпальница Бахауллы[5]
- Особняк в Бахджи[6]

Хайфа :
- Усыпальница Баба[7]
- Террасы[8]
- Здания дуги
  - Резиденция Всемирного Дома Справедливости[9]
  - Резиденция Международного Центра по обучению[10]
  - Центр изучения Писаний[11]
  - Международный архив[12]
- Мемориальные сады[13]
- Место будущего Дома поклонения[14]
- Дом Абдул-Баха[15]
- Место захоронения Аматуль-Баха Рухийе Ханум[16]
- Дома Паломников:
  - Дом паломников в Хайфе[17]
  - Улица Хапарсим 10[18]
  - Улица Хапарсим 4[19]

Акка :
- Сад Ризван, Акка[20]
- Дом Аббуда[21]
- Дом Абдуллы Паша[22]
- Мазраи[23]

В девятидневном паломничестве вместе с бахаи могут принять участие их близкие и родные. Для этого необходимо оформить заявку на паломничество.

## Заметки
1. 1 2  Smith, Peter (2000). Pilgrimage. A concise encyclopedia of the Bahá'í Faith. Oxford: Oneworld Publications. p. 269. ISBN 1-85168-184-1.
2. ↑  Linda Kay, Davidson; Gitlitz, David (2002). Pilgrimage, from the Ganges to Graceland: an Архивная копия от 1 января 2014 на Wayback Machine
3. ↑  Китаб-и-Агдас. Зеркало библиотеки ранее опубликованной на официальном сайте bahai.ru. С появлением официальных переводов на официальном национальном сайте общины бахаи подлежит замене на таковой.. Единение (2001). Дата обращения: 24 марта 2019. Архивировано 22 октября 2018 года.
4. 1 2  Bahá'í World Centre. What is pilgrimage? Bahá'í World Centre (2007). Дата обращения: 10 августа 2008. Архивировано 22 июня 2018 года.
5. ↑  Bahá'í World Centre. Shrine of Bahá'u'lláh. Bahá'í World Centre (2007). Дата обращения: 10 августа 2008. Архивировано 23 марта 2019 года.
6. ↑  Bahá'í World Centre. Mansion of Bahjí. Bahá'í World Centre (2007). Дата обращения: 10 августа 2008. Архивировано 21 июня 2018 года.
7. ↑  Bahá'í World Centre. Shrine of the Báb. Bahá'í World Centre (2007). Дата обращения: 10 августа 2008. Архивировано 17 июля 2011 года.
8. ↑  Bahá'í World Centre. Mount Carmel. Bahá'í World Centre (2007). Дата обращения: 10 августа 2008. Архивировано 29 мая 2018 года.
9. ↑  Bahá'í World Centre. Universal House of Justice. Bahá'í World Centre (2007). Дата обращения: 10 августа 2008. Архивировано 24 марта 2019 года.
10. ↑  Bahá'í World Centre. International Teaching Centre. Bahá'í World Centre (2007). Дата обращения: 10 августа 2008. Архивировано 24 марта 2019 года.
11. ↑  Bahá'í World Centre. Centre of the Study of the Texts. Bahá'í World Centre (2007). Дата обращения: 10 августа 2008. Архивировано 24 марта 2019 года.
12. ↑  Bahá'í World Centre. International Archives. Bahá'í World Centre (2007). Дата обращения: 10 августа 2008. Архивировано 24 марта 2019 года.
13. ↑  Bahá'í World Centre. Monument Gardens. Bahá'í World Centre (2007). Дата обращения: 10 августа 2008. Архивировано 24 марта 2019 года.
14. ↑  Bahá'í World Centre. Site of the Future Mashriqu'l-Adkhar. Bahá'í World Centre (2007). Дата обращения: 10 августа 2008. Архивировано 24 марта 2019 года.
15. ↑  Bahá'í World Centre. House of the Master. Bahá'í World Centre (2007). Дата обращения: 10 августа 2008. Архивировано 24 марта 2019 года.
16. ↑  Bahá'í World Centre. Resting place of Amatu'l-Bahá Rúhíyyih Khanum. Bahá'í World Centre (2007). Дата обращения: 10 августа 2008. Архивировано 24 марта 2019 года.
17. ↑  Bahá'í World Centre. Haifa Pilgrim House. Bahá'í World Centre (2007). Дата обращения: 10 августа 2008. Архивировано 24 марта 2019 года.
18. ↑  Bahá'í World Centre. 10 Haparsim Street. Bahá'í World Centre (2007). Дата обращения: 10 августа 2008. Архивировано 22 июня 2018 года.
19. ↑  Bahá'í World Centre. 4 Haparsim Street. Bahá'í World Centre (2007). Дата обращения: 10 августа 2008. Архивировано 24 марта 2019 года.
20. ↑  Bahá'í World Centre. Ridván garden. Bahá'í World Centre (2007). Дата обращения: 10 августа 2008. Архивировано 22 июня 2018 года.
21. ↑  Bahá'í World Centre. House of `Abbúd. Bahá'í World Centre (2007). Дата обращения: 10 августа 2008. Архивировано 22 июня 2018 года.
22. ↑  Bahá'í World Centre. House of `Abdu'lláh Páshá. Bahá'í World Centre (2007). Дата обращения: 10 августа 2008. Архивировано 22 июня 2018 года.
23. ↑  Bahá'í World Centre. Mansion of Mazrai'h. Bahá'í World Centre (2007). Дата обращения: 10 августа 2008. Архивировано 22 июня 2018 года.
24. ↑  Bahá'í World Centre. Bahá'í pilgrimage Frequently Asked Questions and Answers. Bahá'í World Centre (2007). Дата обращения: 10 августа 2008. Архивировано 24 марта 2019 года.